# Ostré Brdo
Ostré Brdo (1319 m n. m.) je hora ve Velké Fatře na Slovensku. Nachází se ve východní rozsoše Ostredoku (1592 m) klesající do údolí Revúce. Severní svahy hory spadají do Zelené doliny, jižní do Suché doliny. Ostré Brdo leží na území Národního parku Velká Fatra.

## Přístup
Vrchol hory leží mimo značené turistické cesty.